# Garrulax
Garrulax is een geslacht van zangvogels uit de familie Leiothrichidae, die in het Nederlands lijstergaaien worden genoemd. 

## Kenmerken
Het zijn slanke, middelgrote vogels met flodderig uitziende staarten en een donzig verenkleed. 

## Leefwijze
De vogels foerageren voornamelijk op de grond en het zijn daarom slechte vliegers, met ronde vleugels. Het zijn zelden trekvogels.

## Verspreiding en leefgebied
Lijstergaaien uit het geslacht Garrulax zijn zangvogels die voorkomen in tropisch Azië. De meeste soorten komen voor in het Himalayagebied, het zuiden van China en Indochina. 

## Taxonomie
Niet alle soorten lijstergaaien zijn ingedeeld bij het geslacht Garrulax. Ook alle soorten in de geslachten Trochalopteron, Pterorhinus, Ianthocincla en Montecincla worden in het Nederlands lijstergaai genoemd.

## Soorten
Het geslacht kent de volgende soorten:
- Garrulax annamensis  – Oranjeborstlijstergaai
- Garrulax bicolor  – Zwart-witte lijstergaai
- Garrulax canorus  – Witbrauwlijstergaai
- Garrulax castanotis  – Roodwanglijstergaai
- Garrulax ferrarius  – Cambodjaanse lijstergaai
- Garrulax leucolophus  – Witkuiflijstergaai
- Garrulax maesi  – Grijze lijstergaai
- Garrulax merulinus  – Vlekborstlijstergaai
- Garrulax milleti  – Zwartkoplijstergaai
- Garrulax monileger  – Witbeflijstergaai
- Garrulax palliatus  – Grijsbruine lijstergaai
- Garrulax rufifrons  – Javaanse lijstergaai
- Garrulax strepitans  – Witneklijstergaai
- Garrulax taewanus  – Taiwanlijstergaai